# Красний (Нижньогородська область)
Красний (рос. Красный) — селище в Большемурашкинському районі Нижньогородської області Російської Федерації.
Населення становить 2 особи. Входить до складу муніципального утворення Совєтська сільрада.

## Історія
Від 2009 року входить до складу муніципального утворення Совєтська сільрада.

## Населення
| 2002 | 2010 |
| ---- | ---- |
| 5    | ↘2   |